# Ōi (Saitama)
Pour les articles homonymes, voir OI.
Ōi (大井町, Ōi-machi) était un bourg du district d'Iruma, situé dans la préfecture de Saitama, au Japon.

## Géographie

### Démographie
En 2003, le bourg d'Ōi avait une population estimée à 47 276 habitants, répartis sur une surface de 7,86 km2 (densité de population de 6 015 hab./km2).

## Histoire
Le 1er octobre 2005, Ōi fusionne avec la ville de Kamifukuoka pour former la ville de Fujimino.